# Castrul roman de la Negreni
Castrul roman de la Negreni, situat în punctul "Cetatea Turcilor", localitatea Negreni, județul Cluj, este înscris pe lista monumentelor istorice din județul Cluj elaborată de Ministerul Culturii și Patrimoniului Național din România în anul 2010.